# Campo Belo do Sul
Pour les articles homonymes, voir Campo.
Campo Belo do Sul est une ville brésilienne de l'intérieur de l'État de Santa Catarina.

## Géographie
Campo Belo do Sul se situe par une latitude de 27° 53′ 57″ sud et par une longitude de 50° 45′ 39″ ouest, à une altitude de 1 017 mètres. Sa population était de 7 486 habitants au recensement de 2010. La municipalité s'étend sur 1 027 km2.
Elle fait partie de la microrégion de Campos de Lages, dans la mésoregion Serrana de Santa Catarina.

## Villes voisines
Campo Belo do Sul est voisine des municipalités (municípios) suivantes :
- Cerro Negro
- São José do Cerrito
- Lages
- Capão Alto
- Vacaria dans l'État du Rio Grande do Sul